# ببر ترينل
ببر ترينل (الاسم العلمي: Panthera tigris trinilensis) هي سلالات ببر منقرضة يرجع تاريخها إلى حوالي 1.2 مليون سنة تم العثور عليها في ترينيل، جاوة ، إندونيسيا. يتم الآن تخزين البقايا الأحفورية في مجموعة دوبويس للمتحف الوطني للتاريخ الطبيعي في ليدن، هولندا.  على الرغم من أن هذه الأحافير وجدت على جاوة، إلا أن ببر ترينيل ربما لا يكون سلفًا مباشرًا لببر جاوة. ببر ترينيل ربما انقرض قبل 50000 سنة. كما لم يكن ببر بالي مرتبطًا ارتباطًا وثيقًا بترينل بسبب اختلاف الوقت. وكان أقدم شكل من أشكال الببر الذي عاش 1.66 مليون سنة في اندونيسيا، ولا سيما في جاوة وترينيل. ومع ذلك قد تكون التغيرات المناخية الجليدية والمشتركة بين والأحداث الجيولوجية الأخرى تسببت في تغييرات جغرافية متكررة في المنطقة.

## تصنيف
لقد تم إجراء الكثير من الأبحاث ولكن ليس هناك الكثير من المعرفة حول هذه الأنواع الفرعية.  اكتشف العلماء حفرية يعتقد أنها تنتمي إلى ببر ترينيل. ومع ذلك، كانت هناك شكوك في أن الحفرية يمكن أن تنتمي إلى ببر ترينيل لأنه كان أكبر من أن ينتمي إليها.  ولكن يعتقد الآن أنه ربما كان أصغر قليلاً من الببور البنغالية ويشبه حجم ببر الهند الصينية. تعد المنافسة الغذائية بين الحيوانات آكلة اللحوم الكبيرة حافزًا كبيرًا لزيادة وزن الجسم، بحيث كان وزن أنواع البليستوسين أقل قليلاً من ببور البنغالية اليوم ويزن حوالي 150 كجم